# Wereld van Sindbad
De Wereld van Sindbad is een themagebied in de Efteling. Waar de attracties Sirocco, Archipel en Vogel Rok deel van uitmaken. Het themagebied staat in het teken van de sprookjes van Duizend-en-een-nacht. De zeereizen van Sindbad de Zeeman.
Vogel Rok staat sinds de opening in 1998 in het thema van Sindbad de Zeeman. In 2022 zijn daar de tegenoverliggende attracties Archipel en Sirocco aan toegevoegd.

## Trivia
Ook de attractie Fata Morgana is in thema van de sprookjes van Duizend-en-een-nacht, maar deze ligt niet bij de andere attracties, maar in Anderrijk.
Lijst van attracties in de Efteling · Lijst van sprookjes in de Efteling · Afbeeldingen